# Protestos no Sri Lanka em 2022
Os protestos de 2022 no Sri Lanka são uma série de protestos contínuos de vários manifestantes apartidários, principalmente o público em geral, e partidos políticos da oposição contra o governo do presidente Gotabaya Rajapaksa, acusado de má gestão da economia que resultou em uma crise econômica com inflação severa, apagões diários de 10 a 13 horas, falta de combustível e de muitos itens essenciais. A principal demanda dos manifestantes é que o governo dirigido pela família Rajapaksa renuncie imediatamente, criando condições para um cenário completamente novo de governantes qualificados e democráticos. A maioria dos manifestantes não estava alinhada com nenhum partido político, e alguns expressaram descontentamento com a oposição política. Os manifestantes geralmente gritavam slogans como "Vá para casa Gota", "Fora Rajapaksas" e "Gota pissek" (Gota é um lunático). Os protestos foram encenados principalmente pelo público em geral, incluindo professores, estudantes, médicos, enfermeiros, profissionais de TI, agricultores, advogados, alguns policiais, ativistas sociais, desportistas e engenheiros sem qualquer filiação política e a maioria dos manifestantes é considerada apolítica. Poucos protestos foram realizados por indivíduos com conexões políticas e partidos políticos, mas relativamente desmoronaram devido à falta de apoio. A população jovem do Sri Lanka veio à vanguarda enquanto realizava os protestos em Galle Face Green entoando slogans "Você mexeu com a geração errada" e "Não brinque com nosso futuro".
Os manifestantes tinham como alvo membros da família Rajapaksa e políticos governistas. O governo, por sua vez, usou métodos autoritários, como impor um estado de emergência que permite aos militares prender civis, impor toque de recolher, restringir mídias sociais como Facebook, Twitter, WhatsApp, Instagram, Viber e YouTube, agredir manifestantes e jornalistas e prender ativistas online. Essas medidas aumentaram a desaprovação popular do governo, e a diáspora cingalesa também iniciou manifestações contra a supressão dos direitos humanos básicos. O bloqueio de mídia social também falhou, pois o uso intenso de VPNs pelos cingaleses fez com que hashtags como #GoHomeRajapaksas e #GoHomeGota se tornassem tendência em países como Estados Unidos, Singapura e Alemanha; o bloqueio foi levantado no mesmo dia. Além disso, a Comissão de Direitos Humanos do Sri Lanka condenou a medida e convocou os responsáveis pelo bloqueio e abuso dos manifestantes.
Em 3 de abril, todos os 26 membros do segundo gabinete de Gotabaya Rajapaksa, com exceção do primeiro-ministro Rajapaksa, renunciaram em massa. No entanto, os críticos observaram que a renúncia não era válida, pois não seguiam o protocolo constitucional e, portanto, a consideravam uma "farsa", e vários foram reintegrados em diferentes ministérios no dia seguinte. O chefe do governo, Johnston Fernando, insistiu que o presidente Gotabaya Rajapaksa não renunciaria sob nenhuma circunstância, apesar dos apelos generalizados dos manifestantes, da oposição e do público em geral.
Em 9 de maio de 2022 o primeiro-ministro Mahinda Rajapaksa renuncia em meio aos protestos em massa. Partidários do governo invadem um importante local de protesto em Colombo, entrando em confronto com a polícia e manifestantes. Ao todo, 78 pessoas ficaram feridas. Ainda no mesmo dia, o parlamentar Amarakeerthi Athukorala dispara contra manifestantes que estavam bloqueando seu veículo em Nittabuwa, matando um homem e ferindo outro. Athukorala então escapou para um prédio próximo, antes de ser encontrado morto ao lado de seu oficial de segurança.
No dia seguinte, o Ministério da Defesa do Sri Lanka autoriza o exército e a polícia a "atirar para matar" e prender manifestantes sem mandados em resposta à violência.
Em julho, com o país a beira da falência e os protestos se intensificando, somado a completa falta de petróleo e alta histórica da inflação, a classe política começou a perder o controle da situação. Em 9 de julho, milhares de manifestantes se reuniram na Rua Chatham, na capital Colombo, onde o palácio presidencial está localizado, exigindo a imediata renúncia do presidente. Os manifestantes acabaram invadindo o escritório do presidente, mas Rajapaksa não estava lá naquele momento. O governo do Sri Lanka respondeu colocando um toque de recolher enquanto a nação parecia mergulhar no caos.

## Contexto
De acordo com W. A. Wijewardena, ex-presidente do Banco Central do Sri Lanka, o país estava no caminho da crise econômica em 2015. O governo que veio ao poder em 2015 estava ciente, e havia sido alertado pelo Institute of Policy Studies (Sri Lanka) sobre o número de riscos. Enquanto que o primeiro-ministro de então, Ranil Wickremesinghe, apresentou em 2015 uma forte política econômica para lidar com a situação, a coalizão governamental não foi capaz de passar a política pelo parlamento, o que iria resultar em mais confusão nas políticas públicas dos meses posteriores. O governo não lidou adequadamente com os alertas sobre a economia e seus perigos emergentes, se consumindo em outras atividades do governo como as reformas constitucionais. Certas práticas, incluindo as usadas pelo Ministério de Finanças liderado por Ravi Karunanayake, foram mal vistas globalmente. Decisões econômicas relativas à eleição foram subestimadas, como a excessiva distribuição de brindes. O relatório do Institute of Policy Studies (Sri Lanka) de 2014 sobre o estado da economia sublinhou o dinheiro quente, as práticas preocupantes de empréstimos, as soluções temporárias e superficiais e o monopólio do investimento estrangeiro direto no setor de turismo e hospedagem. A instabilidade política em 2018 piorou ainda mais a situação econômica.
A última administração também rascunhou a Lei do Banco Central de 2019 para tornar o Banco Central independente de influências políticas banindo do Secretário do Tesouro e qualquer outro membro do governo de se tornarem membros do conselho monetário. A criação de dinheiro foi também banida, como afirma a leiː "O Banco Central não deve comprar títulos emitidos pelo governo, ou nenhuma entidade estatal, ou nenhuma outra entidade pública no mercado primário". O presidente do Banco Central de então, Dr. Indrajit Coomaraswamy, enfatizou os problemas de balanço nos pagamentos, a inflação crescente e a bolha de ativos como razões para o banimento. O partido de Sri Lanka Podujana Peramuna se opôs ao Banco Central independente e descartou a lei assim que vieram ao poder.

## Renúncia do presidente e do primeiro-ministro
Após a invasão da residência presidencial no 09 de julho de 2022, o primeiro Ranil Wickremesinghe, que teve a casa incendiada, anunciou que deixaria o cargo. No final do mesmo dia, o presidente Rajapksa também disse que renunciaria. “Não há necessidade de mais distúrbios e peço a todos que mantenham a paz”, disse o presidente do Parlamento Mahinda Yapa Abeywardena.
No domingo, dia 10, os manifestantes continuavam ocupando a casa presidencial. "Nossa luta não acabou. Nós não vamos desistir dessa luta até que ele realmente vá embora", disse um dos manifestantes.
No sábado, o presidente havia sido levado para um lugar seguro secreto, que se descobriu depois ser um um navio que o levaria para a base naval de Trincomalee.